# Parasitäre Zahl

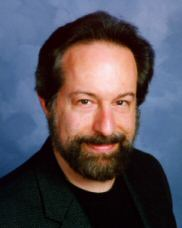
Clifford Pickover, der Namensgeber dieser Zahlen

In der Unterhaltungsmathematik ist eine {\displaystyle n}-parasitäre Zahl (vom englischen parasitic number) eine natürliche Zahl, bei der man, wenn man sie mit einer einstelligen natürlichen Zahl {\displaystyle n<10} multiplizieren will, einfach nur die am weitesten rechts stehende Ziffer, also die Einerziffer, nach ganz links verschieben muss, um das Ergebnis der Multiplikation zu erhalten.
Mit anderen Worten: Eine parasitäre Zahl durchläuft eine zyklische Permutation der Ziffern eine Stelle nach rechts. Die Ziffer ganz rechts fällt bei der Multiplikation mit {\displaystyle n} weg und wird wieder ganz links angefügt. Die Reihenfolge aller anderen Ziffern bleibt gleich.
Den Namen parasitäre Zahl dürfte Clifford Pickover in seinem Buch Wonders of Numbers erstmals erwähnt haben.
Die kleinsten {\displaystyle n}-parasitären Zahlen nennt man Dyson-Zahlen, nach einem Rätsel des britisch-US-amerikanischen Mathematikers Freeman Dyson zu diesen Zahlen, das er im April 2009 der New York Times vorgelegt hat.
In den meisten Fällen, auch in diesem Artikel, sind Nullen zu Beginn der {\displaystyle n}-parasitären Zahlen nicht erlaubt.

## Beispiele
- Die Zahl {\displaystyle k=128205} ist eine {\displaystyle 4}-parasitäre Zahl, weil gilt:

{\displaystyle 4\cdot 12820{\color {red}5}={\color {red}5}12820}.
- Die Zahl {\displaystyle k=025641} ist keine {\displaystyle 4}-parasitäre Zahl, obwohl gilt:

{\displaystyle 4\cdot 02564{\color {red}1}={\color {red}1}02564}.
Wie zu Beginn dieses Artikels erwähnt, sind Nullen zu Beginn der Zahl {\displaystyle k} nicht erlaubt.

## Erzeugung vonn-parasitären Zahlen und andere Überlegungen
Eine parasitäre Zahl kann aus einer Ziffer {\displaystyle k} mit {\displaystyle k\geq n} berechnet werden.
- Sei {\displaystyle n=4} und {\displaystyle k=7}. Man erhält

{\displaystyle {\begin{array}{rcr}4\cdot 7&=&2{\color {red}8}\\4\cdot {\color {red}8}7&=&3{\color {red}48}\\4\cdot {\color {red}48}7&=&1{\color {red}948}\\4\cdot {\color {red}948}7&=&3{\color {red}7948}\\4\cdot {\color {red}7948}7&=&3{\color {red}17948}\\4\cdot {\color {red}17948}7&=&{\color {red}717948}\end{array}}}
Man erhält die {\displaystyle 4}-parasitäre Zahl {\displaystyle k=179487} mit der Startziffer {\displaystyle 7}.
Auch die Zahlen {\displaystyle k=179487179487}, {\displaystyle k=179487179487179487}, etc. sind {\displaystyle 4}-parasitäre Zahlen.
Es folgen ein paar Überlegungen:
In diesem Beispiel hat man es offensichtlich mit Zahlen zu tun, bei denen sich {\displaystyle 179487} beliebig oft wiederholt. Bei einem Dezimalbruch nennt man diese sich wiederholende Zahl {\displaystyle 179487} Periode. Sei also
{\displaystyle x=0{,}179487179487179487\ldots =0{,}{\overline {179487}}}
Dann gilt
{\displaystyle 4\cdot x=0{,}717948717948717948\ldots =0{,}{\overline {717948}}={\frac {7{,}{\overline {179487}}}{10}}={\frac {7+0{,}{\overline {179487}}}{10}}}
Man erhält eine Gleichung:
{\displaystyle 4\cdot x={\frac {7+x}{10}}}
Löst man diese Gleichung, erhält man {\displaystyle x={\frac {7}{39}}\quad \left(={\frac {7}{10\cdot 4-1}}={\frac {k}{10n-1}}\right)}.
Wenn man aus der Periode dieser Zahl wieder eine ganze Zahl machen will, muss man sie mit {\displaystyle 10^{m}-1} multiplizieren, wobei {\displaystyle m} die Länge der Periode ist (in diesem Beispiel ist {\displaystyle m=6}). Man erhält:
{\displaystyle {\frac {k}{10n-1}}\cdot (10^{m}-1)={\frac {7}{39}}\cdot (10^{6}-1)=179487}.
Diese Zahl ist, wie schon weiter oben erwähnt, eine {\displaystyle 4}-parasitäre Zahl.
- Um etwas allgemeiner eine {\displaystyle n}-parasitäre Zahl zu erzeugen, starte man wie vorher mit einer Ziffer {\displaystyle k} mit {\displaystyle k\geq n} und nehme die Periode von {\displaystyle {\frac {k}{10n-1}}}. Um diese Periode ganzzahlig zu machen, muss man sie noch mit {\displaystyle 10^{m}-1} multiplizieren, wobei {\displaystyle m} die Länge der Periode ist.
- Sei {\displaystyle n=2} und {\displaystyle k=2}. Dann ist {\displaystyle {\frac {k}{10n-1}}={\frac {2}{10\cdot 2-1}}={\frac {2}{19}}}. Die Dezimalbruchentwicklungen der Zahlen {\displaystyle {\frac {1}{19}}} und {\displaystyle {\frac {2}{19}}} lauten:

{\displaystyle {\frac {1}{19}}=0{,}{\overline {052631578947368421}}\quad } und {\displaystyle \quad {\frac {2}{19}}=0{,}{\overline {105263157894736842}}}
Diese Zahl {\displaystyle {\frac {2}{19}}} hat eine Periodenlänge von {\displaystyle m=18}. Man erhält die Zahl
{\displaystyle {\frac {k}{10n-1}}\cdot (10^{m}-1)={\frac {2}{19}}\cdot (10^{18}-1)=105263157894736842}
Somit erhält man die {\displaystyle 2}-parasitäre Zahl
{\displaystyle 2\cdot 10526315789473684{\color {red}2}={\color {red}2}10526315789473684}
Mit dem oben dargestellten Algorithmus findet man allerdings nicht alle {\displaystyle n}-parasitäre Zahlen, wie man an folgendem Beispiel erkennen kann:
- Sei {\displaystyle n=5} und {\displaystyle k=5}. Man erhält

{\displaystyle {\begin{array}{rrcr}{\text{Schritt 1:}}&5\cdot 5&=&2{\color {red}5}\\{\text{Schritt 2:}}&5\cdot {\color {red}5}5&=&2{\color {red}75}\\{\text{Schritt 3:}}&5\cdot {\color {red}75}5&=&3{\color {red}775}\\{\text{Schritt 4:}}&5\cdot {\color {red}775}5&=&3{\color {red}8775}\\{\text{Schritt 5:}}&5\cdot {\color {red}8775}5&=&4{\color {red}38775}\\{\text{Schritt 6:}}&5\cdot {\color {red}38775}5&=&1{\color {red}938775}\\{\text{Schritt 7:}}&5\cdot {\color {red}938775}5&=&4{\color {red}6938775}\\{\text{Schritt 8:}}&5\cdot {\color {red}6938775}5&=&3{\color {red}46938775}\\{\text{Schritt 9:}}&5\cdot {\color {red}46938775}5&=&2{\color {red}346938775}\\{\text{Schritt 10:}}&5\cdot {\color {red}346938775}5&=&1{\color {red}7346938775}\\{\text{Schritt 11:}}&5\cdot {\color {red}7346938775}5&=&3{\color {red}67346938775}\\{\text{Schritt 12:}}&5\cdot {\color {red}67346938775}5&=&3{\color {red}367346938775}\\{\text{Schritt 13:}}&5\cdot {\color {red}367346938775}5&=&1{\color {red}8367346938775}\\{\text{Schritt 14:}}&5\cdot {\color {red}8367346938775}5&=&4{\color {red}18367346938775}\\{\text{Schritt 15:}}&5\cdot {\color {red}18367346938775}5&=&9{\color {red}18367346938775}\\{\text{Schritt 16:}}&5\cdot {\color {red}18367346938775}5&=&9{\color {red}18367346938775}\\{\text{Schritt 17:}}&5\cdot {\color {red}18367346938775}5&=&9{\color {red}18367346938775}\\\end{array}}}
Ab Schritt 15 kommt man in eine Endlosschleife. Bei Schritt 16 und 17 und auch allen weiteren Schritten ändert sich nichts mehr, weil das Produkt der Multiplikation gleich viele Stellen hat wie vorher. Man muss noch eine weitere Bedingung beachten: Führende Nullen dürfen nicht verloren gehen. Ihre Position ist wichtig und muss im nächsten Schritt mitgenommen werden. Somit kann man obiges Beispiel weiterführen:
{\displaystyle {\begin{array}{rrcr}{\text{Schritt 14:}}&5\cdot {\color {red}8367346938775}5&=&4{\color {red}18367346938775}\\{\text{Schritt 15:}}&5\cdot {\color {red}18367346938775}5&=&0{\color {red}918367346938775}\\{\text{Schritt 16:}}&5\cdot {\color {red}918367346938775}5&=&4{\color {red}5918367346938775}\\{\text{Schritt 17:}}&5\cdot {\color {red}5918367346938775}5&=&2{\color {red}95918367346938775}\\{\text{etc.}}&&&\end{array}}}
{\displaystyle {\begin{array}{rrcr}{\text{Schritt 34:}}&5\cdot {\color {red}632653061224489795918367346938775}5&=&3{\color {red}1632653061224489795918367346938775}\\{\text{Schritt 35:}}&5\cdot {\color {red}1632653061224489795918367346938775}5&=&0{\color {red}81632653061224489795918367346938775}\\{\text{Schritt 36:}}&5\cdot {\color {red}81632653061224489795918367346938775}5&=&4{\color {red}081632653061224489795918367346938775}\\{\text{Schritt 37:}}&5\cdot {\color {red}081632653061224489795918367346938775}5&=&0{\color {red}4081632653061224489795918367346938775}\\{\text{Schritt 38:}}&5\cdot {\color {red}4081632653061224489795918367346938775}5&=&2{\color {red}04081632653061224489795918367346938775}\\{\text{Schritt 39:}}&5\cdot {\color {red}04081632653061224489795918367346938775}5&=&0{\color {red}204081632653061224489795918367346938775}\\{\text{Schritt 40:}}&5\cdot {\color {red}204081632653061224489795918367346938775}5&=&1{\color {red}0204081632653061224489795918367346938775}\\{\text{Schritt 41:}}&5\cdot {\color {red}0204081632653061224489795918367346938775}5&=&0{\color {red}10204081632653061224489795918367346938775}\\{\text{Schritt 42:}}&5\cdot {\color {red}10204081632653061224489795918367346938775}5&=&0{\color {red}510204081632653061224489795918367346938775}\\{\text{Schritt 43:}}&5\cdot {\color {red}510204081632653061224489795918367346938775}5&=&2{\color {red}5510204081632653061224489795918367346938775}\\{\text{Schritt 44:}}&5\cdot {\color {red}5510204081632653061224489795918367346938775}5&=&2{\color {red}75510204081632653061224489795918367346938775}\\{\text{Schritt 45:}}&5\cdot {\color {red}75510204081632653061224489795918367346938775}5&=&3{\color {red}775510204081632653061224489795918367346938775}\\{\text{etc.}}&&&\end{array}}}
 Dieser Algorithmus mit {\displaystyle n=5} und {\displaystyle k=5} beginnt sich nach 42 Schritten in der 42-stelligen {\displaystyle 5}-parasitären Zahl 102040816326530612244897959183673469387755 zu wiederholen. Danach erscheinen die hintersten Ziffern wieder zu Beginn der Zahl vorne, sie beginnt wieder periodisch zu werden (die letzten Stellen 755 kann man schon erkennen):
{\displaystyle {\underline {755}}102040816326530612244897959183673469387{\underline {755}}}
Schneller wäre es gegangen, wenn man einfach {\displaystyle {\frac {k}{10n-1}}={\frac {5}{10\cdot 5-1}}={\frac {5}{49}}} berechnet und die Periode dieser Bruchzahl betrachtet hätte, nämlich:
{\displaystyle {\frac {5}{49}}=0{,}{\overline {102040816326530612244897959183673469387755}}}
Die Zahl unter dem Periodenstrich ist die gesuchte 42-stellige {\displaystyle 5}-parasitäre Zahl.
- Sei {\displaystyle n=4} und {\displaystyle k=4}. Wie man schon im obigen Beispiel erkennen kann (zum Beispiel bei den Schritten 15, 35, 37, 39, 41 und 42), muss man hie und da die führende Null bei dem Algorithmus beibehalten. Man erhält (wenn man in diesem Beispiel bei den Schritten 5 und 6 die führende Null beibehält):

{\displaystyle {\begin{array}{rrcr}{\text{Schritt 1:}}&4\cdot 4&=&1{\color {red}6}\\{\text{Schritt 2:}}&4\cdot {\color {red}6}4&=&2{\color {red}56}\\{\text{Schritt 3:}}&4\cdot {\color {red}56}4&=&2{\color {red}256}\\{\text{Schritt 4:}}&4\cdot {\color {red}256}4&=&1{\color {red}0256}\\{\text{Schritt 5:}}&4\cdot {\color {red}0256}4&=&0{\color {red}10256}\\{\text{Schritt 6:}}&4\cdot {\color {red}10256}4&=&0{\color {red}410256}\\{\text{Schritt 7:}}&4\cdot {\color {red}410256}4&=&1{\color {red}6410256}\\{\text{Schritt 8:}}&4\cdot {\color {red}6410256}4&=&2{\color {red}56410256}\\{\text{Schritt 9:}}&4\cdot {\color {red}56410256}4&=&2{\color {red}256410256}\\{\text{Schritt 10:}}&4\cdot {\color {red}256410256}4&=&1{\color {red}0256410256}\\{\text{etc.}}&&&\end{array}}}
Auch hier bringt der Algorithmus nach 6 Schritten in der 6-stelligen {\displaystyle 4}-parasitären Zahl 102564 nur noch bekannte Ziffernfolgen hervor. Im Schritt 10 erscheinen zum Beispiel schon die vier hintersten Ziffern wieder zu Beginn der Zahl: {\displaystyle {\underline {2564}}10{\underline {2564}}}
Wieder wäre es schneller gegangen, wenn man einfach {\displaystyle {\frac {k}{10n-1}}={\frac {4}{10\cdot 4-1}}={\frac {4}{39}}} berechnet und die Periode dieser Bruchzahl betrachtet hätte, nämlich:
{\displaystyle {\frac {4}{39}}=0{,}{\overline {102564}}}
Die Zahl unter dem Periodenstrich ist die gesuchte 6-stellige {\displaystyle 4}-parasitäre Zahl.
- Sei {\displaystyle n=2} und {\displaystyle k=6}. Man erhält:

{\displaystyle {\begin{array}{rrcr}{\text{Schritt 1:}}&2\cdot 6&=&1{\color {red}2}\\{\text{Schritt 2:}}&2\cdot {\color {red}2}6&=&0{\color {red}52}\\{\text{Schritt 3:}}&2\cdot {\color {red}52}6&=&1{\color {red}052}\\{\text{Schritt 4:}}&2\cdot {\color {red}052}6&=&0{\color {red}1052}\\{\text{Schritt 5:}}&2\cdot {\color {red}1052}6&=&0{\color {red}21052}\\{\text{Schritt 6:}}&2\cdot {\color {red}21052}6&=&0{\color {red}421052}\\{\text{etc.}}&&&\end{array}}}
und man erhält
{\displaystyle {\begin{array}{rrcr}{\text{Schritt 18:}}&2\cdot {\color {red}31578947368421052}6&=&0{\color {red}631578947368421052}\\{\text{etc.}}&&&\end{array}}}
Diese 18-stellige {\displaystyle 2}-parasitäre Zahl 315789473684210526 ist aber nicht die kleinste {\displaystyle 2}-parasitäre Zahl, wie die Tabelle im nächsten Abschnitt zeigt (im Speziellen ist diese Zahl sogar exakt das Dreifache der kleinsten {\displaystyle 2}-parasitären Zahl).

## Tabelle

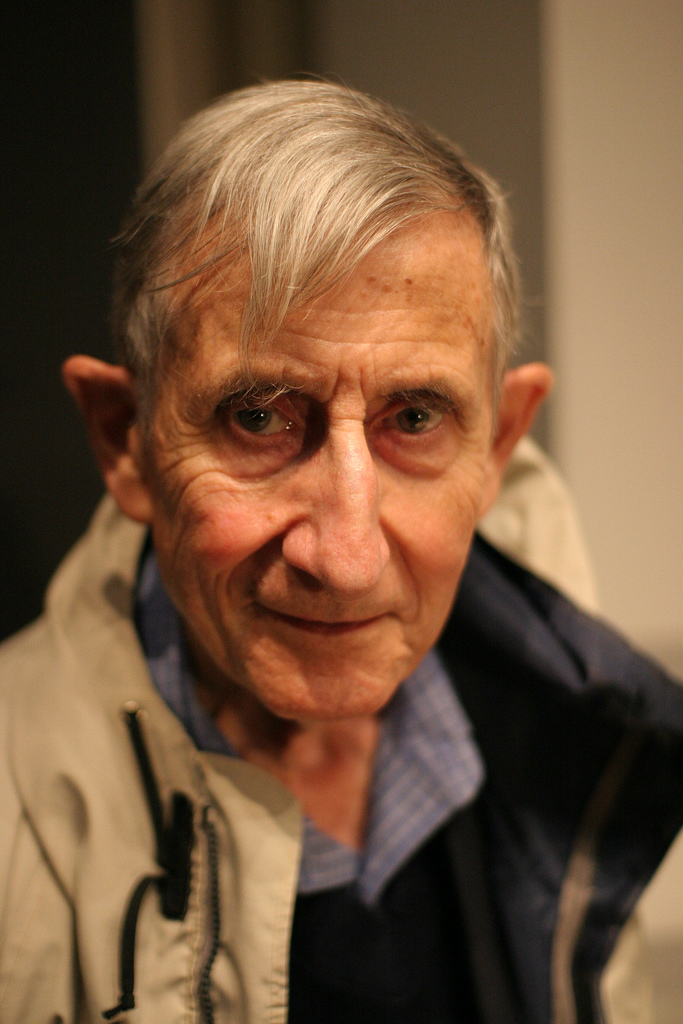
Freeman Dyson im Jahr 2005

Es folgt eine Tabelle mit den kleinsten {\displaystyle n}-parasitären Zahlen (also den Dyson-Zahlen). (Folge A092697 in OEIS)
| n | kleinste {\displaystyle n}-parasitäre Zahl {\displaystyle P_{n}}              | Stellen- anzahl | {\displaystyle {\frac {k}{10n-1}}}             | {\displaystyle n\cdot P_{n}}                                                  |
| - | ----------------------------------------------------------------------------- | --------------- | ---------------------------------------------- | ----------------------------------------------------------------------------- |
| 1 | 1                                                                             | 01              | {\displaystyle {\frac {1}{9}}}                 | 1                                                                             |
| 2 | 105 263 157 894 736 842                                                       | 18              | {\displaystyle {\frac {2}{19}}}                | 210 526 315 789 473 684                                                       |
| 3 | 1 034 482 758 620 689 655 172 413 793                                         | 28              | {\displaystyle {\frac {3}{29}}}                | 3 103 448 275 862 068 965 517 241 379                                         |
| 4 | 102 564                                                                       | 06              | {\displaystyle {\frac {4}{39}}}                | 410 256                                                                       |
| 5 | 142 857                                                                       | 06              | {\displaystyle {\frac {7}{49}}={\frac {1}{7}}} | 714 285                                                                       |
| 6 | 1 016 949 152 542 372 881 355 932 203 389 830 508 474 576 271 186 440 677 966 | 58              | {\displaystyle {\frac {6}{59}}}                | 6 101 694 915 254 237 288 135 593 220 338 983 050 847 457 627 118 644 067 796 |
| 7 | 1 014 492 753 623 188 405 797                                                 | 22              | {\displaystyle {\frac {7}{69}}}                | 7 101 449 275 362 318 840 579                                                 |
| 8 | 1 012 658 227 848                                                             | 13              | {\displaystyle {\frac {8}{79}}}                | 8 101 265 822 784                                                             |
| 9 | 10 112 359 550 561 797 752 808 988 764 044 943 820 224 719                    | 44              | {\displaystyle {\frac {9}{89}}}                | 91 011 235 955 056 179 775 280 898 876 404 494 382 022 471                    |

Clifford Pickover nennt in seinem Buch Wonders of Numbers parasitäre Zahlen {\displaystyle P_{n}}, deren letzte Ziffer nicht gleich der Zahl n ist, die mit der Zahl {\displaystyle P_{n}} multipliziert wird, pseudoparasitäre Zahlen. In der obigen Tabelle ist dann 142857 pseudo-5-parasitär, weil sie nicht mit der Ziffer 5, sondern mit der Ziffer 7 endet.

## Eigenschaften
- Sei {\displaystyle k} eine {\displaystyle n}-parasitäre Zahl.

Dann erhält man weitere {\displaystyle n}-parasitäre Zahlen, indem man die Ziffern von {\displaystyle k} aneinanderreiht.
Beispiel:
Es ist {\displaystyle k=179487} eine {\displaystyle 4}-parasitäre Zahl (wie schon weiter oben gezeigt wurde). Dann sind aber auch die Zahlen {\displaystyle k=179487179487}, {\displaystyle k=179487179487179487}, etc. {\displaystyle 4}-parasitäre Zahlen.
- Sei {\displaystyle n=1}.

Dann sind alle Repdigits (also Zahlen, die ausschließlich durch identische Ziffern dargestellt werden wie zum Beispiel 444, 77777, etc.) {\displaystyle 1}-parasitäre Zahlen.

## Parasitäre Zahlen in anderen Zahlsystemen
Die folgende Tabelle gibt die kleinsten {\displaystyle n}-parasitären Zahlen im Duodezimalsystem (also mit Basis {\displaystyle b=12}) an (wobei die umgedrehte 2, also ᘔ, im Dezimalsystem 10 bedeutet (somit sei ᘔ=10) und die umgekehrte 3, also Ɛ, im Dezimalsystem 11 bedeutet (somit sei Ɛ=11)). Nullen zu Beginn der {\displaystyle n}-parasitären Zahlen sind wieder nicht erlaubt:
| n | kleinste {\displaystyle n}-parasitäre Zahl {\displaystyle P_{n}}                       | Stellen- anzahl | {\displaystyle {\frac {k}{12n-1}}} |
| - | -------------------------------------------------------------------------------------- | --------------- | ---------------------------------- |
| 1 | 1                                                                                      | 01              | 1/Ɛ                                |
| 2 | 10 631 694 842                                                                         | 0Ɛ              | 2/1Ɛ                               |
| 3 | 2 497                                                                                  | 04              | 7/2Ɛ=1/5                           |
| 4 | 10 309 236 ᘔ88 206 164 719 544                                                         | 1Ɛ              | 4/3Ɛ                               |
| 5 | 10 253 55ᘔ 943 307 3ᘔ4 584 099 19Ɛ 715                                                 | 25              | 5/4Ɛ                               |
| 6 | 10 204 081 428 54ᘔ 997 732 650 ᘔ18 346 916 306                                         | 2Ɛ              | 6/5Ɛ                               |
| 7 | 10 189 9Ɛ8 644 06Ɛ 33ᘔ ᘔ15 423 913 745 949 305 255 Ɛ17                                 | 35              | 7/6Ɛ                               |
| 8 | 131 ᘔ8ᘔ                                                                                | 06              | ᘔ/7Ɛ=2/17                          |
| 9 | 10 141 964 863 445 9Ɛ9 384 Ɛ26 Ɛ53 304 054 721 6ᘔ1 155 Ɛ3Ɛ 129 78ᘔ 399                 | 45              | 9/8Ɛ                               |
| ᘔ | 1 4Ɛ3 642 9ᘔ7 085 792                                                                  | 14              | 12/9Ɛ=2/15                         |
| Ɛ | 10 112 359 303 36ᘔ 539 09ᘔ 873 Ɛ32 581 9Ɛ9 975 055 Ɛ54 ᘔ31 45ᘔ 426 941 570 784 044 91Ɛ | 55              | Ɛ/ᘔƐ                               |

Beispiel:
Sei {\displaystyle n=3} und {\displaystyle k=7}. Man erhält:
{\displaystyle {\begin{array}{rrcrcrcr}{\text{Schritt 1:}}&3\cdot 7_{12}&=&3\cdot 7&=&21&=&1{\color {red}9}_{12}\\{\text{Schritt 2:}}&3\cdot {\color {red}9}7_{12}&=&3\cdot 115&=&345&=&2{\color {red}49}_{12}\\{\text{Schritt 3:}}&3\cdot {\color {red}49}7_{12}&=&3\cdot 691&=&2073&=&1{\color {red}249}_{12}\\{\text{Schritt 4:}}&3\cdot {\color {red}249}7_{12}&=&3\cdot 4147&=&12441&=&0{\color {red}7249}_{12}\\{\text{Schritt 5:}}&3\cdot {\color {red}7249}7_{12}&=&3\cdot 149299&=&447897&=&1{\color {red}97249}_{12}\\{\text{Schritt 6:}}&3\cdot {\color {red}97249}7_{12}&=&3\cdot 2388787&=&7166361&=&2{\color {red}497249}_{12}\\{\text{etc.}}&&&\end{array}}}
Man kann erkennen, dass man bei Schritt 4 die kleinste {\displaystyle 3}-parasitäre Zahl 2497 erhält. Danach erscheinen die hintersten Ziffern wieder zu Beginn der Zahl vorne, sie beginnt wieder periodisch zu werden (die letzten beiden Stellen 97 kann man im Schritt 6 schon vorne und hinten erkennen). Somit ist 2497 die kleinste {\displaystyle 3}-parasitäre Zahl im Duodezimalsystem, also zur Basis {\displaystyle b=12}.

## Weiteres
- Wenn man die kleinste Zahl {\displaystyle m} wissen will, die mit 1 beginnt, sodass {\displaystyle {\frac {m}{n}}} lediglich durch Verschieben der äußersten linken Ziffer 1 von {\displaystyle m} nach rechts erhalten wird, dann gibt die folgende Liste Auskunft (beginnend mit aufsteigendem {\displaystyle n=1,2,\ldots }):

1, 105263157894736842, 1034482758620689655172413793, 102564, 102040816326530612244897959183673469387755, 1016949152542372881355932203389830508474576271186440677966, 1014492753623188405797, 1012658227848, 10112359550561797752808988764044943820224719, 10, 100917431192660550458715596330275229357798165137614678899082568807339449541284403669724770642201834862385321, 100840336134453781512605042016806722689075630252, ... (Folge A128857 in OEIS)
Diese Zahlen sind auch gleichzeitig die Perioden von {\displaystyle {\frac {n}{10n-1}}}. Die folgende Liste gibt Auskunft, wie viele Stellen diese Perioden haben (wieder beginnend mit aufsteigendem {\displaystyle n=1,2,\ldots }):
1, 18, 28, 6, 42, 58, 22, 13, 44, 2, 108, 48, 21, 46, 148, 13, 78, 178, 6, 99, 18, 8, 228, 7, 41, 6, 268, 15, 272, 66, 34, 28, 138, 112, 116, 179, 5, 378, 388, 18, 204, 418, 6, 219, 32, 48, 66, 239, 81, 498, … (Folge A128858 in OEIS)
Beispiel:
Sei {\displaystyle n=5}. Dann kann man aus den obigen beiden Listen {\displaystyle m=102040816326530612244897959183673469387755} und deren Periodenlänge 42 ablesen und es gilt:
{\displaystyle {\frac {n}{10n-1}}={\frac {5}{49}}=0{,}{\overline {102040816326530612244897959183673469387755}}}
Die Zahl unter dem Periodenstrich ist die gesuchte 42-stellige {\displaystyle 5}-parasitäre Zahl (die schon weiter oben erwähnt wurde). Sie beginnt mit 1 und es gilt:
{\displaystyle {\frac {m}{n}}={\frac {102040816326530612244897959183673469387755}{5}}=020408163265306122448979591836734693877551}
Tatsächlich erhält man das Ergebnis, indem man nur die äußerste linke Ziffer 1 von {\displaystyle m} nach ganz rechts verschiebt. Diese Zahl {\displaystyle m} ist aber nicht die kleinste {\displaystyle 5}-parasitäre Zahl (die ist 142857, wie man obiger Tabelle entnehmen kann). Meistens erhält man aber die kleinste {\displaystyle n}-parasitäre Zahl.